# M.I.A.
Mathangi "Maya" Arulpragasam (1975. július 18. -), ismertebb nevén M.I.A. (rövidítés: Missing in Action) egy brit rapper, énekesnő és vizuális előadó. 2004-ben vált ismertté Sunshowers és Galang című dalaival, melyek az Egyesült Királyságban és Kanadában értek el jelentős helyezéseket, illetve a Billboard Hot Dance Singles Sales listán 12. lett. Az énekesnő Academy Award, két Grammy Award és Mercury Prize jelölést kapott.
Debütáló albuma, az Arular 2005-ben jelent meg, második nagylemeze, a Kala pedig 2007-ben, mely széles körben elismerést szerzett. Előbbi Norvégiában, Belgiumban, Svédországban, Japánban és az Egyesült Államokban ért el jelentős sikereket, utóbbiban 16. lett a Billboard Top Independent Album listán, és 3. a Dance/Electronic Albums Chart albumlistán. A Kala az Egyesült Királyságban ezüst, Kanadában és az Egyesült Államokban arany minősítést ért el, de Európa számos országában ért még el jelentős sikereket. Az album első kislemeze, a Boyz Kanadában lett rendkívül sikeres. A Paper Planes világszerte top 20-as kislemez lett, és a Billboard Hot 100 listáján is negyedik lett. Az XL Recordings kiadó második legkeresettebb albuma lett. M.I.A. harmadik nagylemeze, a Maya 2010-ben jelent meg a Born Free kiadása után. Az Egyesült Államokban és Egyesült Királyságban rendkívül sikeres lett, de Finnország, Norvégia, Görögország és Kanada eladási listáin is megjelent. Az XXXO top 40-es dal lett Belgiumban, Spanyolországban és az Egyesült Királyságban. M.I.A. négy turné keretében járta be a világot, és ő a N.E.E.T. tulajdonosa.
Zenei munkáját a kritikusok és hallgatók egyaránt elismerik. Dalszövegei politikai, szociális és kulturális mondanivalót rejtenek magukban.
M.I.A. az első előadók közé tartozik, aki interneten keresztül lett híres.

## Fiatalkora
M.I.A. Hounslowban született, Arul Pragasam és Kala gyermekeként, akik hindu vallásúak. Két lányuk volt, Mathangi és Kali. Amikor M.I.A. hat hónapos volt, családja Jaffnába költözött, Srí Lanka északi részére, ahol Sugu nevű testvére született. Itt apja felvette az Arular nevet és politikai aktivista lett. Ottani háború miatt viszont M.I.A. első kilenc évében költözésekről szólt. Családja rejtőzködött, nagyon keveset beszélt édesapjával ez idő alatt. Habár szegénység jellemezte életüket, M.I.A. rengeteg boldog emléket tudhat magáénak. Elsősorban művészi iskolákban végezte tanulmányait.
Úton élt családjával, és templomokban és a városban lépett fel. Ekkor Cheenaiba költöztek Indiába, ahol egy elhagyott házban éltek, édesapja néha látogatta őket. Ideiglenesen visszatelepedtek Jaffnába, hogy felmérjék a helyzetet: M.I.A. iskoláját lerombolták. A család Londonba költözött 1986-ban, ahol menekültként kaptak otthont. Arular a szigeten maradt, és egy közvetítő lett a két oldal között a civil háborúban a 80-as években.
M.I.A. Mitchamban nőtt fel, London délnyugati részén, ahol megtanult angolul beszélni, viszont többen bántalmazták őket. Édesanyja a brit királyi család megbízott varrónőjeként dolgozott. Jelenleg Tootingból dolgozik. M.I.A. kapcsolata édesapjával bonyolult, a 80-as évek alatt elhidegült tőle, miután apja politikai tevékenységeket folytatott. M.I.A. Wimbledonban tanult, és egyetemi diplomát szerzett képzőművészetben 2001 júniusában. Az iskolában először elutasították, később mégis láttak benne tehetséget, így felvételt nyert az intézménybe. M.I.A. a 90-es években Crenshawban élt unokatestvérével. 2006 és 2008 között Bedford-Stuyvesantban élt, ahol férjét, Benjamin Zachary Bronfmant megismerte. M.I.A. jelenleg Brentwoodban (CA)  él az Egyesült Államokban. Fia, Ikhyd Edgar Arular Bronfman 2009 februárjában született..

## Karrierje

### Vizuális művészet, film
Mialatt a Central St Martins College tanulója volt, M.I.A. filmeket akart alkotni, melyek a realizmust mutatnák be a mindennapi emberek számára, olyat, amit hiányolt osztálytársaiból. A főiskolai divattanfolyamokat hasztalannak ítélte. Filmiskolás tanulmányai során Harmony Korine, Dogme 95 és Spike Jonze voltak a példaképei. John Singleton felvette vele a kapcsolatot, hogy dolgozzon vele egy filmen Los Angelesben, viszont M.I.A. nem fogadta el az ajánlatot.
M.I.A. barátján, Damon Albarn-on keresztül ismerte meg Justine Frischmann-t (az Elastica tagja). Frischmann számára alkotta meg az együttes 2000-es, The Menace című album borítóját, és egy videót amerikai turnéjukhoz. M.I.A. visszatért Jaffnába 2001-ben, hogy egy filmet vegyen fel a tamil fiatalságról, de nem tudta befejezni a projektet. 2001-ben M.I.A. nyilvános kiállítása a londoni Portobello Roadon várta az érdeklődőket. Graffiti és spray festmények voltak láthatóak vásznakon, melyek tamil utcákat ábrázoltak. Alternative Turner Prize díjra jelölték, és egy gyűjtemény könyv jelent meg 2002-ben, mely a M.I.A. címet kapta. Többek között Jude Law vásárolta meg.

### Korai zenei karrierje: 2000–2004

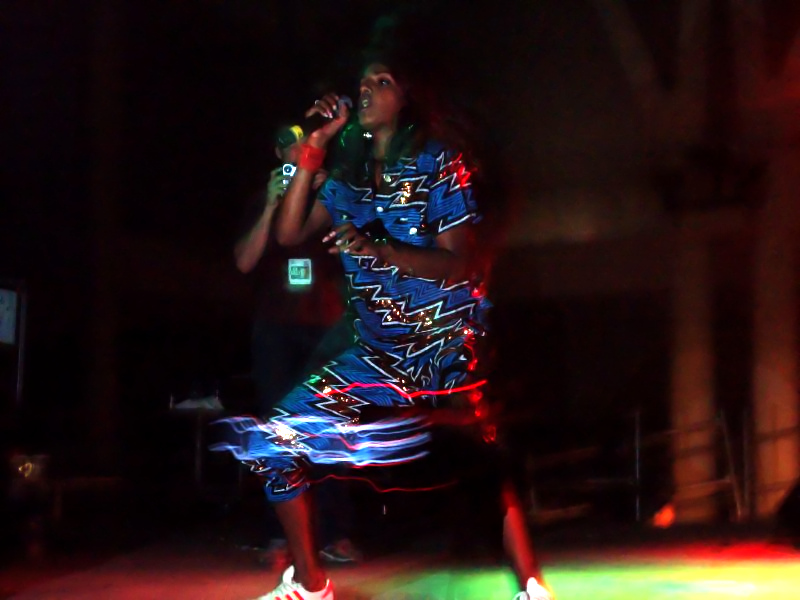
M.I.A. az Arular Tour egyik állomásán.

M.I.A. stílusára kezdetben a szomszédjától hallható rádiós számok hatottak. Ezután érdeklődni kezdett a hiphop és dancehall stílusok iránt, melyeket a Public Enemy, MC Shan és Ultramagnetic MCs játszott, illetve Silver Bullet és London Posse hatott az énekesnőre. Főiskolán a punk, britpop és electroclash stílusok vonzották. The Slits, Malcolm McLaren és The Clash inspirálták.
2001-ben az Elastica The Bitch Don’t Work című kislemezét tervezte, és turnéjukat is velük tartott. A koncert nyitó zenekara a Peaches volt, mely együttes közvetítésével Roland MC-505 megismerte M.I.A.-t, és rávette, hogy zenéljen. Bequiában már az MC-505 mellett kísérletezett. Felvette művésznevét, a M.I.A.-t, mely a "Missing In Action" rövidítése. Londonba visszatérve Frischmann mellett egyszerű eszközökkel demó dalokat vett fel, köztük a Lady Killa, M.I.A. és Galang is volt.
2003-ban a Showbiz Records kiadó gondozásában megjelent a Galang, mely dancehall, electro, jungle, és world stílusokra épült, és a Seattle Weekly tetszését is elnyerte. A fájlmegosztás, főiskolai rádió következtében a Galang és Sunshowers egyre népszerűbbek lettek. M.I.A. az első olyan előadók közé tartozik, aki így vált ismertté. 2004 júniusában kezdett el MySpace-re zenéket feltölteni. M.I.A. az XL Recordings-nál. Elkészült debütáló, Arular című albuma.
Következő kislemeze, a Sunshowers 2004. július 5-én jelent meg B-oldala, a Fire Fire mellett. A dal inspirálta az első videókliphez, melyet ő írt. Dél-India dzsungelerdőiben forgatták, az énekesnő kedvenc kisfilmje lett. A Galang-ot 2004-ben újra kiadták, melynek videóklipjét novemberben forgatták. M.I.A. egy animált graffitis háttér előtt táncol. Mindkét dal sikeres lett nemzetközi szinten. A Pull Up the People, Bucky Done Gun és 10 Dollar is megjelentek kislemezekként az XL Recordings gondozásában, illetve egy mixtape, a Piracy Funds Terrorism is 2004-ben.

### Arular: 2004–2007

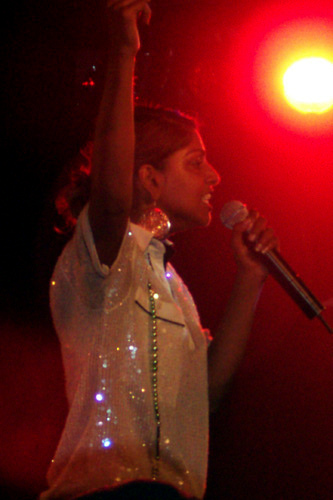
M.I.A. 2006 februárjában Melbourneben.

M.I.A. 2005 februárjában jelent meg Észak-Amerikába, Torontóban, ahol rövidesen rengetegen megismerték számait. Márciusban Arular című albuma világszerte megjelent, miután több hónapot halasztottak kiadásán. Az album címe édesapja neve, melyet egy tamil mozgalomhoz csatlakozva vett fel, rengeteg dal jaffnai történeteikről szól. Londoni otthonában vett fel demókat. M.I.A. múltjáról és a brit fővárosi életről szól.
M.I.A. olyan előadóktól kapott, dicséretet, mint Nas, aki 2005-ben az énekesnő zenei hangzásvilágát „a jövő”-höz hasonlította. A Galang, Sunshowers, Hombre és Bucky Done Gun jelentek meg debütáló, Arular című albumának kislemezeként. Utolsó az első olyan funk carioca stílusú dal volt, melyet a rádiók és televíziók sugároztak. M.I.A. egyik legnagyobb példaképével, Missy Elliott énekesnővel is dolgozott, daluk címe Bad Man lett, mely a 2005-ös The Cookbook című albumon kapott helyet. Annak ellenére, hogy félt tőle, diszlexiája problémát okozna, albumát rengeteg fesztiválon adta elő, mint a Bue Festival, Summer Sonic és Coachella Valley Music and Arts Festival. Roots Manuva és LCD Soundsystem mellett turnézott, a Harajuku Lovers Tour-t Gwen Stefani mellett fejezte be. 2005. július 19-én M.I.A. Mercury Music Prize jelölést kapott debütáló albuma miatt. A Metacritic oldalán 100-ból 88 pontot kapott a lemez. 2010-ben bejelentették, az Arular volt a hetedik legjobb értékelést kapott 2005-ös , és a 2000-es évek kilencedik electronic/dance al albuma lett.

### Kala: 2007–2009
2006-ban M.I.A. felvette második, Kala című albumát, melyet édesanyja után nevezett el. Az Egyesült Államokban fellépett útlevél-problémák miatt a világ legkülönb pontjain készült az album, például: India, Jamaica, Japán, Ausztrália és az Egyesült Királyság, az album végül az amerikai kontinensen lett kész. A Kala élő hangszerek mellett dance és népzenei (soca, urumee, gaana) elemekre épül. A dalokat és az albumborítót a politika, szerelem és háború ihlette. Az első dal, mely megjelent az albumról, a Bird Flu volt, mely M.I.A. MySpace oldalán jelent meg. Később M.I.A. közreműködött Timbaland Shock Value című albumának Come Around elnevezésű dalán, és egy számon a Kala című lemezen. Első kislemeze a Boyz lett, mely 2007 júniusában jelent meg, videóklipjét Jay Will és M.I.A. rendezte, ez lett az énekesnő első top 10-es dala. A Jimmy című számot egy meghívás inspirálta. A Paper Planes és Paper Planes - Homeland Security Remixes EP 2008 februárjában jelentek meg digitálisan, mely az Egyesült Államokban, Kanadában és Új-Zélandon lett sikeres. A 29. legletöltöttebb dal lett a tengerentúlon, Grammy jelölést kivívva magának. A Paper Planes eddig az XL Recordings második legsikeresebb kislemeze, 2011 végére több, mint 3 millió példány kelt el belőle. 2007-ben M.I.A. kiadta a How Many Votes Fix Mix EP című középlemezt, mely a Boyz remixváltozatát is tartalmazza (Jay-Z közreműködésével).
A Kala 2007 augusztusában jelent meg, a MetaCritic oldalán 87 pontot kapott 100-ból. Az album sikeresebb lett, mint előző lemeze, az Arular. Kala Tour elnevezésű koncertkörútjával promotálta az albumot Európában, Ázsiában és Amerikában. Olyan fesztiválokon jelent meg, mint az Osheaga Festival, Rock en Seine és Electric Picnic, illetve Björk énekesnő három turnéállomásán is megjelent. M.I.A. Buraka Som Sistema koncertkörútján is megjelent, illetve felvettek egy videóklipet is. Spike Jonze mellett egy dokumentumfilmet forgatott Dél-Londonban, ahol meglátogatta Afrikan Boyt, egy bevándorló rappert is, aki az énekesnő Hussel című számán is közreműködött. A Spike Jonze Spends Saturday With M.I.A. című filmben közölte, saját, Zig-Zag elnevezésű kiadót szeretne alapítani, melyen Afrikan Boy Lidl című dala jelenne meg először. Az évet az Egyesült Királyságban zárta, koncertekkel. A Rolling Stone és Blender magazin 2007 legjobb albumának nevezte a Kala-t. A People vs. Money Tour koncertkörút állomásain lépett fel M.I.A. 2008-ban. Júniusi és júliusi fellépéseit lemondta, hiszen dolgozni akart más munkákon, vissza akart menni főiskolába, és filmet akart forgatni. A Bonnaroo Music Festival volt az utolsó fellépése a turnéban.
2008-ban M.I.A. létrehozta kiadóját, a N.E.E.T. Recordings-t. Az első szerződött előadó Rye Rye lett, aki 2008 októberében lépett fel M.I.A. mellett, ahol bejelentették, M.I.A. gyermeket vár. M.I.A. a Slumdog Millionaire című film filmzenei albumán dolgozott A. R. Rahman mellett. A dal több jelölést kapott. M.I.A. egy díjátadón tervezett megjelenni, viszont mivel fia ekkor született, nem jelent meg a rendezvényen.

### Maya: 2009–2010
A 2009-es Brit Awards-on M.I.A. a "Legjobb női előadó" díjra kapott jelölést. Újabb előadókat keresgélve végül leszerződtette a Blaqstarr és Sleigh Bells nevű együttest, illetve Jaime Martinezt 2009-ben. 3D photographic images of M.I.A. by Martinez were commissioned in April of that year. 2009 augusztusában M.I.A. elkezdett dolgozni harmadik stúdióalbumán Los Angelesben. 2010 januárjában M.I.A. Space című dalát tette közzé, mely harmadik albumán jelent meg. M.I.A. Christina Aguilera Elastic Love című dalát szerezte még ekkor, Bionic elnevezésű lemezére.

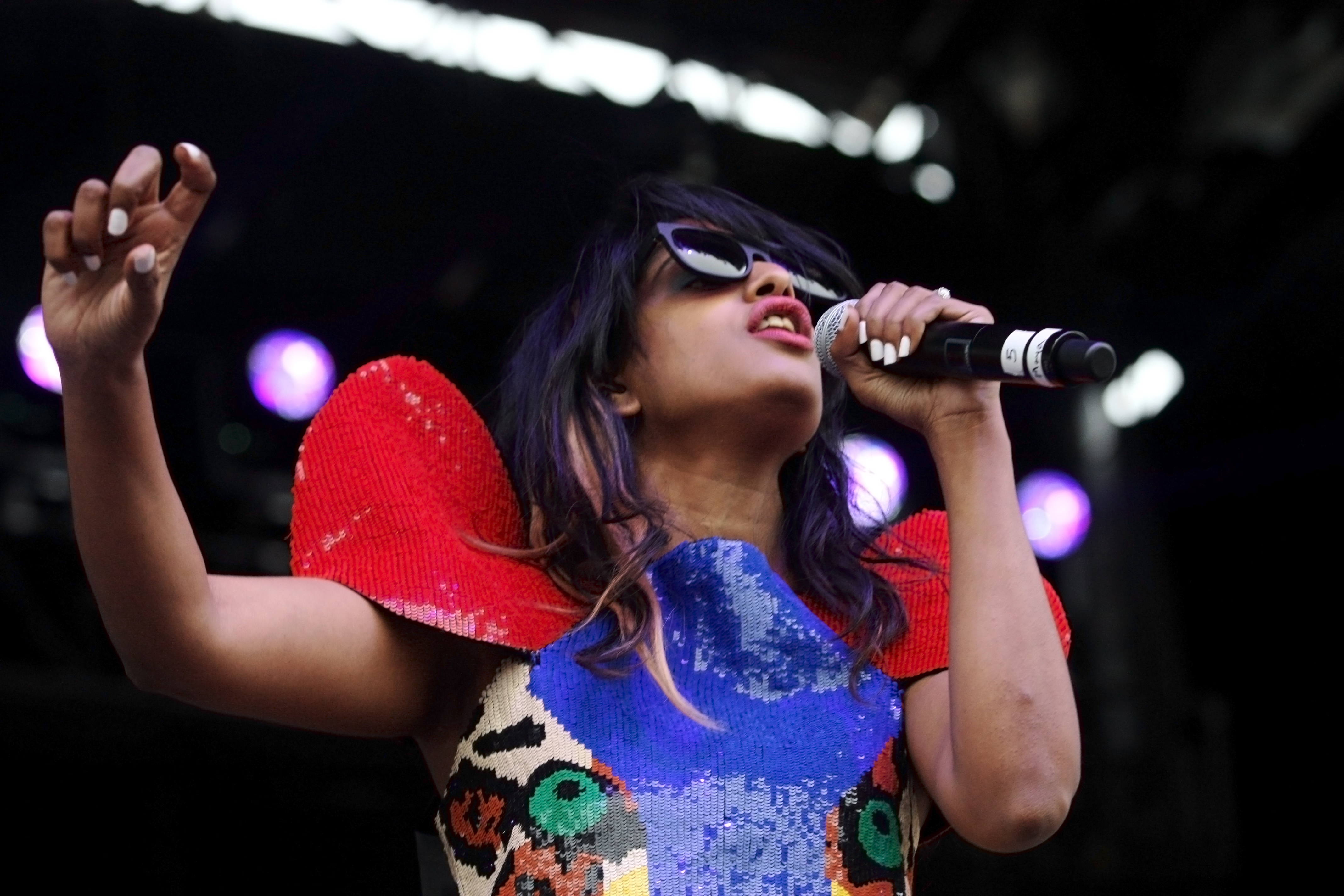
M.I.A. a Outside Lands Music and Arts Festival-on 2009 augusztusában.

2010 áprilisára kiszivárgott a Born Free című dal, és annak videóklipje, később M.I.A. weboldalán és az online zeneboltokban. A videóklipet Romain Gavras rendezte és M.I.A. írta, rengeteg vitát okozva tartalma miatt. Habár nem lett hivatalos kislemez, Svédország és az Egyesült Királyság toplistáin is megjelent. Az énekesnő harmadik, Maya című albuma - stilizálva /\/\ /\ Y /\ - 2010. június 23-án jelent meg Japánban, bónusz számokkal. A Maya lett az énekesnő eddigi legsikeresebb albuma. 2010. június 29-én tervezték kiadni az Egyesült Államokban, viszont július 13-ra halasztották. Többségben kedvező kritikákat kapott, habár a kritikusokat kissé megosztotta a lemez. A Maya egy internet által inspirált lemez lett, indusztriális zene elemeket is tartalmaz, mely korábbi albumaira nem volt jellemző.
Az első hivatalos kislemez, az XXXO 2010. május 11-én jelent meg, és top 40-es kislemez lett Belgiumban, Spanyolországban és az Egyesült Királyságban. A Steppin’ Up, Teqkilla és Tell Me Why is megjelentek promóciós kislemezekként az iTunes oldalán. A Teqkilla Kanadában top 100-as dal lett. Az XXXO videóklipje augusztusban jelent meg. Később egy interjúban elárulta, Spike Jonze mellett forgatta a Teqkilla klipjét. Többek között a Virgin Mobile Festival, Festival Sudoeste, Way Out West Festival, Underage Festival, Øyafestivalen elnevezésű fesztiválokon lépett fel. A Maya Tour-t 2011-ben fejezte be.
2000 és 2010 között az Elastica Mad Dog God Dam című dalának klipjét rendezte, saját számai közül a Bird Flu, Boyz, S.U.S. (Save Ur Soul), Space és XXXO kapott kisfilmet, melyeket ő rendezett. Rye Rye Bang című dalához készült videóklipen is munkálkodott.

### Matangi: 2011–2014
M.I.A. kiadta a Vicki Leekx elnevezésű mixtape-t 2010. december 31-én, majd megjelent Internet Connection: The Remixes című középlemeze 2011 januárjában. Sebastian C.T.F.O. című dalán is közreműködött. 2011 áprilisában Chris Brown, the Cataracs, Swizz Beatz és Polow da Don mellett dolgozott negyedik albumán.
A Give Me All Your Luvin’ című dalon is dolgozott Madonna és Nicki Minaj mellett, valamint egy másik, B-Day Song című felvételen Madonna tizenkettedik stúdióalbumára, az MDNA-re. A Super Bowl XLVI fellépője volt 2012. február 5.-én az Egyesült Államokban, ahol egy ujjgesztust intézett a kamera felé, botrányt okozva ezzel.
Bad Girls című dala a Vicki Leekx-ről jelent meg 2012. január 31-én, videóklipje pedig február 3.-án debütált. Negyedik albuma 2012 nyarára várható, a Mercury Records gondozásában. Negyedik albuma 2012-ben fog megjelenni a Mercury Records gondozásában. Az énekesnő úgy jellemezte a lemezt, mint az összes eddigi album keveredését. 2012. április 29-én megosztott egy előzetest a Come Walk With Me című dalból.
M.I.A. 2012 májusában szerződött a Roc Nation-höz, ahova olyan előadók tartoznak, mint Ester Dean, Meek Mill, Melanie Fiona, Rihanna, Santigold, Shakira és Wale.

## Diszkográfia
- Arular (2005)
- Kala (2007)
- Maya (2010)
- Matangi (2013)
- AIM (2016)

## Turnék
- Arular Tour (2005)
- Kala Tour (2007)
- People vs. Money Tour (2008)
- Maya Tour (2010)
- AIM Tour (2017–2018)